# Rio de Mouro
Rio de Mouro ist eine Kleinstadt (Vila) in Portugal. Sie grenzt unmittelbar südlich an Algueirão-Mem Martins und hat den Status einer Gemeinde (Freguesia) innerhalb des Kreises (Município) von Sintra im Distrikt Lissabon. Die 15 km nordwestlich von Lissabon gelegene Vorstadt hat eine Gemeindefläche von 16,5 km² und eine Einwohnerzahl von 49.489 (Stand 19. April 2021). Die Stadtrechte erhielt Rio de Mouro am 2. Juli 1993.

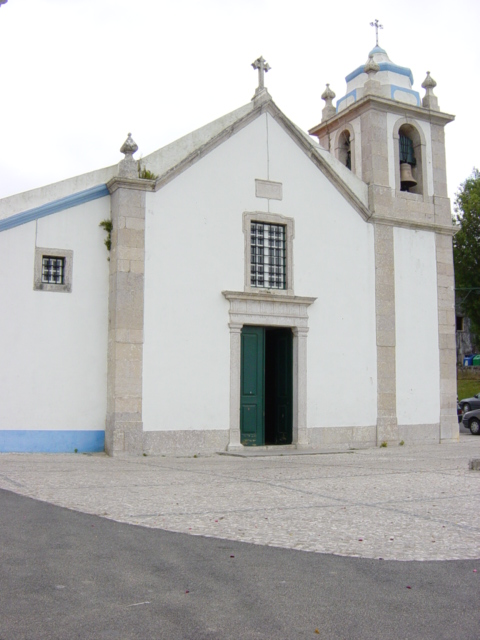
Igreja de Nossa Senhora de Belém

Sehenswert ist vor allem die aus dem 16. Jh. stammende Igreja de Nossa Senhora de Belém sowie das Museum Casa-Museu Leal da Câmara.